# Megalon
Megalon (jap. メガロ Megaro) – fikcyjny olbrzymi potwór (kaijū) występujący w filmie Godzilla kontra Megalon z 1973 roku.

## Charakterystyka
Megalon jest brązowo-pomarańczowym potworem podobnym do japońskiego rohatyńca dwurożnego o wyprostowanej postawie. Z tego powodu humanoidalnej sylwetki w przeciwieństwie do typowego insekta ma kończyny jak u człowieka, tj. dwie masywne nogi i dwoje ramion, a jego podłużny odwłok swym kształtem przypomina ogon. Jego ramiona są zakończone czymś w rodzaju wierteł. Na plecach ma owadzie skrzydła przykryte czarno-żółtymi pokrywami skrzydłowymi. Jego prominentnym atrybutem jest pojedynczy podłużny róg na czubku głowy, z którego jest w stanie strzelać promieniem.
Megalon jest uznawany za jednego z najmniej inteligentnych potworów z wytwórni Tōhō. Można nim łatwo manipulować za pomocą bodźców zewnętrznych. Na przykład Megalon podążył za Jetem Jaguarem po prostu dlatego, że był ciekawy, a także jest bardzo temperamentny, co widać,  gdy traci z widoku Jet Jaguara i zaczyna skakać i rzucać się. Wydaje się też, że jego taktyce bitewnej brakuje strategii, ponieważ nigdy nie wykorzystuje promieni z rogu w walce z Godzillą i Jetem Jaguarem. Co więcej, wydaje się, że lubi atakować swych przeciwników szarżując na nich, mimo że ten atak jest łatwo ominąć. Bez Gigana u jego boku, Megalon prawdopodobnie nie przetrwałby finałowej walki w filmie.

## Historia
Megalon był obrońcą podwodnego cesarstwa Seatopii i jego mieszkańcy czcili go jako bóg. Seatopianie rozgniewani na Ziemian z powierzchni Ziemi za testy nuklearne, które dotykają ich państwo, rozkazali Megalonowi zniszczyć ich wrogów. Został przebudzony ze snu i wyruszył ze swej pieczary na powierzchnię Ziemi.
Tam podążał za, stworzonym przez Gorō Ibukiego, robotem Jet Jaguarem sterowanego przez jednego z seatopskich agentów, by nakierować go na Tokio. W drodze zniszczył tamę, paradoksalnie ratując życie Ibukiemu i jego bratu Rokku-chanowi, którzy mieli zostać do niej zrzuceni w metalowej skrzyni przez niczego nieświadomych kierowców wywrotki.
Wkrótce Megalon wciąż prowadzony przez Jet Jaguara został zaatakowany przez wojska z Japońskich Sił Samoobrony, ale szybko je rozgromił. Kiedy Ibuki odzyskał kontrolę nad Jet Jaguarem i wysłał go do wezwania Godzilli, Megalon wpadł i zaczął bezmyślnie się wierzgać. Po zniszczeniu floty samolotów Megalon kontynuował swą wędrówkę, gdzie dokonał destrukcji Tokio. Podczas tej wyprawy również nieświadomie zrzuca głaz na jednego z seatopskich agentów, zabijając go na miejscu.
Gdy Megalon znalazł się w okolicach laboratorium Ibukiego, Jet Jaguar postanowił stoczyć z nim walkę i powiększył się do gigantycznych rozmiarów. Jet Jaguar miał przewagę nad Megalonem, dopóki nie przybył wysłany przez kosmitów z Nebula M Gigan na prośbę cesarza Seatopii. Jet Jaguar nie miał szans z dwoma potworami. Gdy Megalon miał zadać ostateczny cios Jet Jaguarowi, w porę przybył Godzilla. Wraz z robotem stoczył już wyrównaną walkę z Megalonem i Giganem.
Udając martwego Megalon niespodziewanie zaatakował Godzillę wyplutą przez siebie eksplodującą kulą, która została odrzucona przez Jet Jaguara. To wyłączyło Megalona na moment z walki i został łatwo pokonany przez Jet Jaguara. Po pierwszej przegranej Megalon i Gigan ukryli się przed wrogami i po ataku z zaskoczenia zyskali przewagę. Po tym Godzilla rozpoczął walkę z Megalonem, którą łatwo wygrał Gdy Godzilla szedł pomóc Jet Jaguarowi, Megalon rozpoczął serię ataku eksplodujących kul tworząc ognisty krąg. Jet Jaguar unosząc się wyzwolił siebie i Godzillę z kręgu. Spanikowany Megalon zaczął się miotać i został uziemiony przez Godzillę. Jet Jaguar po rozprawieniu się z Giganem wspomógł Godzillę w ostatecznym pokonaniu Megalona. Ten po porażce zasypał się piachem w swej seatopskiej kryjówce.

## Inne występy
Mimo że Megalon pojawił się tylko w jednym filmie, pozostaje popularną postacią wśród fandomu i pojawił się w wielu mediach związanych z serią o Godzilli.

### Gry komputerowe
Megalon wystąpił w kilku bijatykach opartych na serii o Godzilli, w tym Godzilla: Destroy All Monsters Melee, Godzilla: Save the Earth i Godzilla: Unleashed. Najbardziej prominentnym występem Megalona jest Godzilla: Domination!, będąc jednym z sześciu potworów do wyboru

### Książki
Megalon wraz z Giganem pojawił się w książce obrazkowej Who’s Afraid of Godzilla? Marca Cerasiniego i Boba Eggletona jako jedni z rezydentów Wyspy Potworów, którzy po opuszczeniu jej przez Godzillę stali się najsilniejszymi potworami i dręczyli inne potwory.
W książkach powiązanych z filmem Godzilla: Planeta potworów Megalon to potwór nieznanego pochodzenia, który w latach 2012-2022 zniszczył większą część państw afrykańskich. W 2029 roku Megalon po zaatakowaniu Indii, Pakistanu i Filipin skierował się ku Okinawie, gdzie w przylądku Manzamo został pokonany przez King Caesara.

### Komiksy
W mandze Kaijū Ō Gojira Megalon był jednym z potworów wezwanych doktora Oniyamy, by zaatakować Godzillę. Przybyły z podziemi Megalon poważnie ranił osłabionego Godzillę uwięzionego w pnączach Neo Biollante, Po zniszczeniu zbiorników wodnych Neo Biollante przez Miki i Yosuke Hideo, Godzilla wyswobodził się, zaś Megalon próbując zaatakowac go swym promieniem. Przypadkowo zabił przy tym Neo Biollante. Godzilla następnie złamał róg Megalona swym ogonem i zabił go paląc go termonuklearnym promieniem.
W serii komiksowej z udziałem Godzilli wydanych przez IDW Publishing Megalon jest potworem o prawdopodobnie pozaziemskim pochodzeniu, co wynikało z tego, że nie udało się uzyskać zgody od Tōhō na użycie postaci Seatopian. Najbardziej prominentnym występiem jest pierwszy numer Godzilla: Rage Across Time, gdzie on i Gigan są kontrolowani przez mongolskiego generała Zhenjin Khana, który w rzeczywistości jest kosmitą z Nebula M i wykorzystani w mongolskiej inwazji na Japonię w 1274 roku. Właśnie wtedy, gdy wyglądało na to, że utracono wszelką nadzieję, w ostatniej chwili Godzilla zaatakował oba potwory. Początkowo Godzilla miał przewagę w bitwie, unikając ataków potworów i uderzając w nich mocno, ale ostatecznie został przytłoczony skoordynowaną pracą swoich wrogów. Kiedy wydawało się, że Godzilla zostanie pokonany, Mongołowie kontrolujący Gigana i Megalona został zniszczony przez strzałę ognistą wystrzeloną przez wojowniczkę Akio. Wykorzystując zdezorientowanie swych oponentów, Godzilla wystrzelił termonukleany promień w Gigana i powalił ogonem Megalona, zmuszając ich do ucieczki w kosmos.